# Лопинья

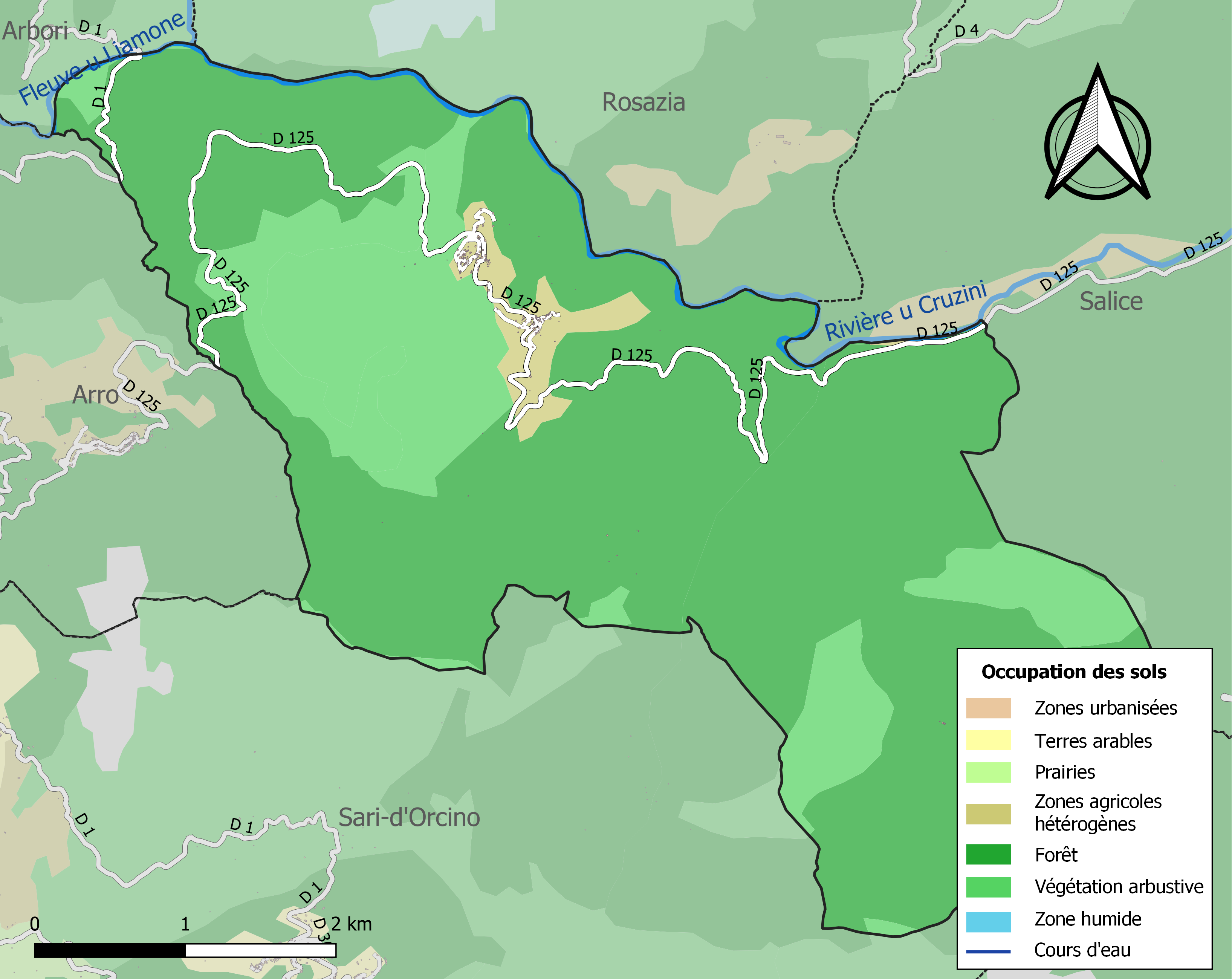
Лопинья

Лопинья (фр. Lopigna, корс. Lopigna) — коммуна во Франции, находится в регионе Корсика. Департамент коммуны — Южная Корсика. Входит в состав кантона Севи-Сорру-Чинарка. Округ коммуны — Аяччо.
Код INSEE коммуны — 2A144.

## Население
Население коммуны на 2008 год составляло 108 человек.
| 1962 | 1968 | 1975 | 1982 | 1990 | 1999 | 2008 |
| ---- | ---- | ---- | ---- | ---- | ---- | ---- |
| 172  | 213  | 149  | 101  | 109  | 112  | 108  |

## Экономика
В 2007 году среди 58 человек в трудоспособном возрасте (15—64 лет) 40 были экономически активными, 18 — неактивными (показатель активности — 69,0 %, в 1999 году было 53,4 %). Из 40 активных работали 35 человек (27 мужчин и 8 женщин), безработных было 5 (3 мужчины и 2 женщины). Среди 18 неактивных 0 человек были учениками или студентами, 10 — пенсионерами, 8 были неактивными по другим причинам.
В 2008 году в коммуне насчитывалось 53 домохозяйства, в которых проживало 108 человек, медиана доходов составляла 14 605 евро на одного человека.